# Leandra depauperata
Leandra depauperata är en tvåhjärtbladig växtart som beskrevs av Célestin Alfred Cogniaux och Carl Ernst Otto Kuntze. Leandra depauperata ingår i släktet Leandra och familjen Melastomataceae. Inga underarter finns listade i Catalogue of Life.